# 2019 у відеоіграх
Це список подій, пов'язаних із відеоіграми, що відбулися чи тих, що відбудуться у 2019 році. Цього року було започатковано кілька нових серій відеоігор та продовжено кілька старих, зокрема таких, як Ace Combat, Age of Wonders, Battletoads, Bloodstained, Borderlands, Bubsy, Call of Duty, Contra, Crackdown, Crash Bandicoot, Dead or Alive, Devil May Cry, Digimon, Dr. Mario, Far Cry, Final Fantasy, Fire Emblem, Gears of War, God Eater, Kingdom Hearts, Luigi's Mansion, Mario & Sonic, Marvel: Ultimate Alliance, MediEvil, Метро, Mortal Kombat, No More Heroes, Ori, Покемон, Psychonauts, Rage, Resident Evil, Science Adventure, Shenmue, Sonic the Hedgehog, Зоряні війни, Super Mario, Super Meat Boy, Tom Clancy's Ghost Recon, Tom Clancy's The Division, Total War, Trials, Umihara Kawase, Wolfenstein, та Yoshi.

## Основні події
| Місяць   | День(дні) | Подія |
| -------- | --------- | --- |
| Січень   | 10        | Bungie припинила видавничу співпрацю з Activision, зберігаючи за собою права на серію Destiny. |
| Лютий    | 4         | Respawn Entertainment та Electronic Arts здивувало гравців випуском Apex Legends, нової відеогри популярного жанру королівської битви, в яку вже за тиждень зіграло понад 25 мільйонів гравців, що змогло скласти певну конкуренцію для Fortnite Battle Royale, яка домінувала тоді серед подібних відеоігор.                |
| Лютий    | 11 — 14   | У Лас-Вегасі, штат Невада, відбувся D.I.C.E. Summit 2019. |
| Лютий    | 12        | Activision Blizzard оголосила про скорочення власного штату співробітників на 8 % (775 співробітників), насамперед із секторів, що не показали достатнього розвитку та перспектив, через результати фінансового кварталу. Зокрема була закрита студія, розташована в Сіетлі, яка займалася розробкою мобільних ігор, Z2Live. |
| Лютий    | 13        | THQ Nordic придбала студію Warhorse Studios, яка розробила відеогру Kingdom Come: Deliverance. |
| Березень | 18 — 22   | У Сан-Франциско, Каліфорнія, проходив Game Developers Conference 2019. |
| Березень | 19        | Google анонсувала Stadia, сервіс для стримінгу відеоігор. |
| Березень | 25        | Apple Inc. розкрила інформацію про Apple Arcade. |
| Березень | 26        | Electronic Arts оголосила про звільнення близько 4 % своїх співробітників (близько 350 осіб). |
| Березень | 28 — 31   | У Бостоні відбувся PAX East 2019. |
| Травень  | 1         | Epic Games придбала розробників відеогри Rocket League, компанію Psyonix. |
| Травень  | 7         | Microsoft випустила 'повністю цифрову' версію консолі Xbox One S, яка втратила здатність зчитувати інформацію з оптичного приводу через його відсутність. Це дозволило продавати консоль за дещо нижчою ціною. |
| Травень  | 10        | Sega придбала Two Point Studios, творців симулятора лікарні Two Point Hospital. |
| Червень  | 9         | Xbox Game Studios оголосила про придбання студії Double Fine, розробників серії відеоігор Psychonauts. |
| Червень  | 9         | Microsoft представили нову Xbox-консоль наступного покоління, Project Scarlett. |
| Червень  | 11 — 13   | У Лас-Вегасі, Каліфорнія, був проведений E3 2019. |
| Липень   | 10        | Nintendo представила Nintendo Switch Lite, дещо послаблену версію звичайної Nintendo Switch. |
| Липень   | 12        | Chiyomaru Studio придбала розробників Science Adventure, компанію Mages. |
| Серпень  | 19        | Sega придбала розробників Marvel's Spider-Man, американську компанію Isomniac Games. |
| Серпень  | 20 — 24   | У Кельні, Німеччина, проходив Gamescom 2019. |
| Серпень  | 31        | В Сіетлі починається PAX West. |
| Вересень | 3         | В Сіетлі закінчується PAX West. |

## Гральні консолі
Це список нових моделей гральних консолей, котрі були випущені чи плануються до виходу 2019 року, де дата виходу є випуском нової моделі в Північній Америці.
| Місяць   | День | Назва консолі                  |
| -------- | ---- | ------------------------------ |
| Травень  | 7    | Xbox One S All-Digital Edition |
| Вересень | 19   | Sega Genesis Mini              |
| Вересень | 20   | Nintendo Switch Lite           |
| Листопад | 19   | Google Stadia                  |

## Випуски відеоігор
Це список відеоігор, випущених чи запланованих до виходу у 2019 році.

### Січень— Березень
| Дата            | Дата | Назва                                                          | Платформа(-и)               | Жанр(-и)                                                 | Джерело(-а) |
| --------------- | ---- | -------------------------------------------------------------- | --------------------------- | -------------------------------------------------------- | ----------- |
| С І Ч Е Н Ь     | 4    | Fitness Boxing                                                 | NS                          | Музична гра                                              | [ 14 ]      |
| С І Ч Е Н Ь     | 10   | Catherine Classic                                              | Win                         | Платформер                                               |             |
| С І Ч Е Н Ь     | 11   | Hitman HD Enhanced Collection                                  | PS4, XBO                    | Стелс                                                    | [ 15 ]      |
| С І Ч Е Н Ь     | 11   | Mario & Luigi: Bowser's Inside Story + Bowser Jr.’s Journey    | 3DS                         | Рольова відеогра                                         | [ 16 ]      |
| С І Ч Е Н Ь     | 11   | New Super Mario Bros. U Deluxe                                 | NS                          | Платформер                                               | [ 17 ]      |
| С І Ч Е Н Ь     | 11   | Tales of Vesperia: Definitive Edition                          | Win, NS, PS4, XBO           | Рольова відеогра                                         | [ 18 ]      |
| С І Ч Е Н Ь     | 12   | Bright Memory                                                  | Win                         | Шутер від першої особи                                   |             |
| С І Ч Е Н Ь     | 15   | Asdivine Hearts 2                                              | PS4, PSVita                 | Рольова відеогра                                         | [ 19 ]      |
| С І Ч Е Н Ь     | 15   | Onimusha: Warlords                                             | Win, NS, PS4, XBO           | Пригодницький бойовик, hack and slash                    | [ 20 ]      |
| С І Ч Е Н Ь     | 15   | The Walking Dead: The Final Season — Episode 3: Broken Toys    | Win, NS, PS4, XBO           | Графічні пригоди                                         | [ 21 ]      |
| С І Ч Е Н Ь     | 15   | Vane                                                           | PS4                         | Пригодницька відеогра                                    | [ 22 ]      |
| С І Ч Е Н Ь     | 17   | Yakuza 4[А]                                                    | PS4                         | Пригодницький бойовик                                    | [ 23 ]      |
| С І Ч Е Н Ь     | 17   | YIIK: A Postmodern RPG                                         | Win, Mac, NS, PS4, PSVita   | Рольова відеогра                                         | [ 24 ]      |
| С І Ч Е Н Ь     | 18   | Ace Combat 7: Skies Unknown                                    | PS4, XBO                    | Симуляційна відеогра                                     | [ 25 ]      |
| С І Ч Е Н Ь     | 18   | Alvastia Chronicles                                            | Win, XBO                    | Рольова відеогра                                         | [ 26 ]      |
| С І Ч Е Н Ь     | 18   | Travis Strikes Again: No More Heroes                           | NS                          | Пригодницький бойовик                                    | [ 27 ]      |
| С І Ч Е Н Ь     | 22   | Chaos;Child[Б]                                                 | Win                         | Візуальна новела                                         | [ 28 ]      |
| С І Ч Е Н Ь     | 22   | Senran Kagura Burst Re:Newal                                   | Win, PS4                    | Бойовик                                                  | [ 29 ]      |
| С І Ч Е Н Ь     | 22   | The Raven Remastered                                           | NS                          | Пригодницька point-and-click відеогра                    |             |
| С І Ч Е Н Ь     | 23   | At the Gates                                                   | Win                         | Глобальна стратегія, стратегія                           | [ 30 ]      |
| С І Ч Е Н Ь     | 23   | Slay the Spire                                                 | Win, Mac, Lin               | Roguelike                                                | [ 31 ]      |
| С І Ч Е Н Ь     | 24   | Battlefleet Gothic: Armada 2                                   | Win                         | Стратегія, Тактика в реальному часі                      | [ 32 ]      |
| С І Ч Е Н Ь     | 24   | Life Is Strange 2 — Episode 2: Rules                           | Win, PS4, XBO               | Графічні пригоди                                         | [ 33 ]      |
| С І Ч Е Н Ь     | 24   | My Memory of Us                                                | NS                          | Графічні пригоди, платформер                             | [ 34 ]      |
| С І Ч Е Н Ь     | 24   | Pikuniku                                                       | Win, NS                     | Платформер, головоломка                                  | [ 35 ]      |
| С І Ч Е Н Ь     | 25   | Resident Evil 2                                                | Win, PS4, XBO               | Survival horror                                          | [ 36 ]      |
| С І Ч Е Н Ь     | 29   | Air Conflicts: Double Pack                                     | NS                          |                                                          |             |
| С І Ч Е Н Ь     | 29   | Kingdom Hearts III                                             | PS4, XBO                    | Action RPG                                               | [ 37 ]      |
| С І Ч Е Н Ь     | 29   | Penguin Wars                                                   | PS4                         | Шутер                                                    | [ 38 ]      |
| С І Ч Е Н Ь     | 29   | Sphinx and the Cursed Mummy                                    | NS                          | Пригодницький бойовик                                    | [ 39 ]      |
| С І Ч Е Н Ь     | 31   | Dragon Marked For Death                                        | NS                          | Рольова відеогра                                         | [ 40 ]      |
| С І Ч Е Н Ь     | 31   | Planetarian: The Reverie of a Little Planet                    | NS                          | Візуальна новела                                         | [ 41 ]      |
| С І Ч Е Н Ь     | 31   | Robotics;Notes DaSH[А]                                         | NS, PS4                     | Візуальна новела                                         | [ 42 ]      |
| С І Ч Е Н Ь     | 31   | Robotics;Notes Elite HD[А]                                     | NS, PS4                     | Візуальна новела                                         | [ 43 ]      |
| С І Ч Е Н Ь     | 31   | Sunless Skies                                                  | Win, Mac, Lin               | Рольова відеогра                                         | [ 44 ]      |
| Л Ю Т И Й       | 1    | Ace Combat 7: Skies Unknown                                    | Win                         | Симуляційна відеогра                                     | [ 25 ]      |
| Л Ю Т И Й       | 1    | Wargroove                                                      | Win, NS, XBO                | Покрокова тактична відеогра                              | [ 45 ]      |
| Л Ю Т И Й       | 4    | Apex Legends                                                   | Win, PS4, XBO               | Королівська битва, шутер від першої особи                | [ 46 ]      |
| Л Ю Т И Й       | 5    | Etrian Odyssey Nexus[Б]                                        | 3DS                         | Рольова відеогра, dungeon crawler                        | [ 47 ]      |
| Л Ю Т И Й       | 5    | The Book of Unwritten Tales 2                                  | NS                          | Пригодницька point-and-click відеогра                    | [ 39 ]      |
| Л Ю Т И Й       | 5    | V-Rally 4                                                      | NS                          | Перегони                                                 | [ 48 ]      |
| Л Ю Т И Й       | 7    | BlazBlue: Central Fiction                                      | NS                          | Файтинг                                                  | [ 49 ]      |
| Л Ю Т И Й       | 8    | God Eater 3[Б]                                                 | Win, PS4                    | Action RPG                                               | [ 50 ]      |
| Л Ю Т И Й       | 8    | Monster Energy Supercross — The Official Videogame 2           | Win, NS, PS4, XBO           | Перегони                                                 | [ 51 ]      |
| Л Ю Т И Й       | 12   | Conarium                                                       | PS4, XBO                    | Пригодницька відеогра                                    |             |
| Л Ю Т И Й       | 12   | The Liar Princess and the Blind Prince[Б]                      | NS, PS4                     | Пригодницький бойовик                                    | [ 52 ]      |
| Л Ю Т И Й       | 13   | Final Fantasy IX                                               | NS, XBO                     | Рольова відеогра                                         | [ 53 ]      |
| Л Ю Т И Й       | 13   | Tetris 99                                                      | NS                          | Головоломка, королівська битва                           | [ 54 ]      |
| Л Ю Т И Й       | 15   | Crackdown 3                                                    | Win, XBO                    | Пригодницький бойовик                                    | [ 55 ]      |
| Л Ю Т И Й       | 15   | DreamWorks Dragons Dawn of New Riders                          | Win, NS, PS4, XBO           | Пригодницький бойовик                                    | [ 56 ]      |
| Л Ю Т И Й       | 15   | Far Cry New Dawn                                               | Win, PS4, XBO               | Шутер від першої особи                                   | [ 57 ]      |
| Л Ю Т И Й       | 15   | Jump Force                                                     | Win, PS4, XBO               | Файтинг                                                  | [ 58 ]      |
| Л Ю Т И Й       | 15   | Metro Exodus                                                   | Win, PS4, XBO               | Шутер від першої особи                                   | [ 59 ]      |
| Л Ю Т И Й       | 19   | 8-bit ADV Steins;Gate[Б]                                       | NS                          | Візуальна новела                                         | [ 60 ]      |
| Л Ю Т И Й       | 19   | Death end re;Quest[Б]                                          | PS4                         | Рольова відеогра                                         | [ 61 ]      |
| Л Ю Т И Й       | 19   | Steins;Gate Elite[Б]                                           | Win, NS, PS4                | Візуальна новела                                         | [ 60 ]      |
| Л Ю Т И Й       | 19   | Steins;Gate: Linear Bounded Phenogram[Б]                       | Win, PS4                    | Візуальна новела                                         | [ 60 ]      |
| Л Ю Т И Й       | 19   | Yakuza Kiwami                                                  | Win                         | Пригодницький бойовик                                    |             |
| Л Ю Т И Й       | 21   | Aragami: Shadow Edition                                        | NS                          | Пригодницький бойовик                                    | [ 62 ]      |
| Л Ю Т И Й       | 21   | Phoenix Wright: Ace Attorney Trilogy[А]                        | NS, PS4, XBO                | Пригодницька відеогра, візуальна новела                  | [ 63 ]      |
| Л Ю Т И Й       | 22   | Anthem                                                         | Win, PS4, XBO               | Action RPG                                               | [ 64 ]      |
| Л Ю Т И Й       | 26   | Dirt Rally 2.0                                                 | Win, PS4, XBO               | Перегони                                                 | [ 65 ]      |
| Л Ю Т И Й       | 26   | Stellaris: Console Edition                                     | PS4, XBO                    | Глобальна стратегія                                      | [ 66 ]      |
| Л Ю Т И Й       | 26   | The Lego Movie 2 Videogame                                     | Win, NS, PS4, XBO           | Пригодницький бойовик                                    | [ 67 ]      |
| Л Ю Т И Й       | 26   | Trials Rising                                                  | Win, NS, PS4, XBO           | Перегони, платформер                                     | [ 68 ]      |
| Л Ю Т И Й       | 28   | Dies irae: Interview with Kaziklu Bey[Б]                       | Win                         | Візуальна новела                                         | [ 69 ]      |
| Б Е Р Е З Е Н Ь | 1    | Alien League                                                   | Win                         |                                                          | [ 70 ]      |
| Б Е Р Е З Е Н Ь | 1    | Dead or Alive 6                                                | Win, PS4, XBO               | Файтинг                                                  | [ 71 ]      |
| Б Е Р Е З Е Н Ь | 1    | Swords and Soldiers 2 Shawarmageddon                           | NS                          | Стратегія                                                | [ 72 ]      |
| Б Е Р Е З Е Н Ь | 1    | ToeJam & Earl: Back in the Groove                              | Win, Mac, Lin, NS, PS4, XBO | Платформер                                               | [ 73 ]      |
| Б Е Р Е З Е Н Ь | 5    | Left Alive                                                     | Win, PS4                    | Пригодницький бойовик                                    | [ 74 ]      |
| Б Е Р Е З Е Н Ь | 5    | R.B.I. Baseball 19                                             | NS, PS4, XBO                | Спортивний симулятор                                     |             |
| Б Е Р Е З Е Н Ь | 5    | The Occupation                                                 | Win, PS4, XBO               | Стелс                                                    | [ 75 ]      |
| Б Е Р Е З Е Н Ь | 6    | Overload                                                       | XBO                         | Шутер від першої особи, shoot 'em up                     |             |
| Б Е Р Е З Е Н Ь | 7    | Flowers: Les Quatre Saisons[А]                                 | PS4                         | Візуальна новела                                         | [ 76 ]      |
| Б Е Р Е З Е Н Ь | 8    | Devil May Cry 5                                                | Win, PS4, XBO               | Пригодницький бойовик, hack and slash                    | [ 77 ]      |
| Б Е Р Е З Е Н Ь | 8    | Kirby's Extra Epic Yarn                                        | 3DS                         | Платформер                                               | [ 78 ]      |
| Б Е Р Е З Е Н Ь | 12   | Mystery Dungeon: Shiren the Wanderer[А]                        | iOS                         | Roguelike                                                | [ 79 ]      |
| Б Е Р Е З Е Н Ь | 12   | The Caligula Effect: Overdose[Б]                               | Win, NS, PS4                | Рольова відеогра                                         | [ 80 ]      |
| Б Е Р Е З Е Н Ь | 14   | Bonds of The Skies                                             | Win, NS, PS4                | Рольова відеогра                                         | [ 81 ]      |
| Б Е Р Е З Е Н Ь | 14   | Mystery Dungeon: Shiren the Wanderer[А]                        | And                         | Roguelike                                                | [ 82 ]      |
| Б Е Р Е З Е Н Ь | 14   | RICO                                                           | Win, NS, PS4, XBO           | Шутер                                                    |             |
| Б Е Р Е З Е Н Ь | 15   | One Piece: World Seeker                                        | Win, PS4, XBO               | Пригодницький бойовик                                    | [ 83 ]      |
| Б Е Р Е З Е Н Ь | 15   | Sephirothic Stories                                            | XBO                         | Рольова відеогра, головоломка                            | [ 84 ]      |
| Б Е Р Е З Е Н Ь | 15   | Tom Clancy's The Division 2                                    | Win, PS4, XBO               | Action RPG                                               | [ 85 ]      |
| Б Е Р Е З Е Н Ь | 19   | America Ninja Warrior Challenge                                | NS, PS4, XBO                | Бойовик                                                  | [ 86 ]      |
| Б Е Р Е З Е Н Ь | 19   | Fate/EXTELLA LINK[Б]                                           | Win, NS, PS4                | Пригодницький бойовик                                    | [ 87 ]      |
| Б Е Р Е З Е Н Ь | 20   | Super Robot Wars T[А]                                          | NS, PS4                     | Тактична рольова гра                                     |             |
| Б Е Р Е З Е Н Ь | 22   | Sekiro: Shadows Die Twice                                      | Win, PS4, XBO               | Пригодницький бойовик                                    | [ 88 ]      |
| Б Е Р Е З Е Н Ь | 22   | Unravel Two                                                    | NS                          | Платформер                                               | [ 89 ]      |
| Б Е Р Е З Е Н Ь | 26   | Final Fantasy VII                                              | NS, XBO                     | Рольова відеогра                                         | [ 53 ]      |
| Б Е Р Е З Е Н Ь | 26   | Generation Zero                                                | Win, PS4, XBO               | Пригодницький бойовик, шутер від першої особи            | [ 90 ]      |
| Б Е Р Е З Е Н Ь | 26   | MLB The Show 19                                                | PS4                         | Спортивний симулятор                                     |             |
| Б Е Р Е З Е Н Ь | 26   | Nelke & the Legendary Alchemists: Ateliers of the New World[Б] | Win, NS, PS4                | Рольова відеогра                                         | [ 91 ]      |
| Б Е Р Е З Е Н Ь | 26   | Outward                                                        | Win, PS4, XBO               | Action RPG                                               | [ 92 ]      |
| Б Е Р Е З Е Н Ь | 26   | Power Rangers: Battle for the Grid                             | NS, XBO                     | Файтинг                                                  | [ 93 ]      |
| Б Е Р Е З Е Н Ь | 26   | Space Junkies                                                  | Win                         | Бойовик                                                  |             |
| Б Е Р Е З Е Н Ь | 26   | The Legend of Heroes: Trails of Cold Steel[Б]                  | PS4                         | Рольова відеогра                                         | [ 94 ]      |
| Б Е Р Е З Е Н Ь | 26   | The Princess Guide                                             | NS, PS4                     | Рольова відеогра                                         |             |
| Б Е Р Е З Е Н Ь | 26   | The Walking Dead: The Final Season — Episode 4: Take Us Back   | Win, NS, PS4, XBO           | Графічні пригоди                                         | [ 95 ]      |
| Б Е Р Е З Е Н Ь | 26   | Xenon Racer                                                    | Win, NS, PS4, XBO           | Перегони                                                 | [ 96 ]      |
| Б Е Р Е З Е Н Ь | 28   | Fun! Fun! Animal Park                                          | NS                          |                                                          |             |
| Б Е Р Е З Е Н Ь | 29   | Assassin's Creed III Remastered                                | Win, PS4, XBO               | Пригодницький бойовик, стелс                             | [ 97 ]      |
| Б Е Р Е З Е Н Ь | 29   | Tropico 6                                                      | Win, Mac, Lin               | Симулятор менеджменту та будування, політичний симулятор | [ 98 ]      |
| Б Е Р Е З Е Н Ь | 29   | Yoshi's Crafted World                                          | NS                          | Платформер                                               | [ 78 ]      |

### Квітень— Червень
| Дата          | Дата | Назва                                                     | Платформа(-и)        | Жанр(-и)                                             | Джерело(-а) |
| ------------- | ---- | --------------------------------------------------------- | -------------------- | ---------------------------------------------------- | ----------- |
| К В І Т Е Н Ь | 2    | Darksiders: Warmastered Edition                           | NS                   | Hack and slash, пригодницький бойовик                | [ 99 ]      |
| К В І Т Е Н Ь | 2    | Power Rangers: Battle for the Grid                        | PS4                  | Файтинг                                              | [ 93 ]      |
| К В І Т Е Н Ь | 4    | Frane: Dragons' Odyssey                                   | XBO                  | Action RPG                                           | [ 100 ]     |
| К В І Т Е Н Ь | 4    | Islanders                                                 | Win                  | Симулятор містобудування                             | [ 101 ]     |
| К В І Т Е Н Ь | 5    | Super Dragon Ball Heroes: World Mission                   | Win, NS              | Пригодницька відеогра, картярська гра                | [ 102 ]     |
| К В І Т Е Н Ь | 5    | Supraland                                                 | Win                  | Пригодницький бойовик                                |             |
| К В І Т Е Н Ь | 9    | Dangerous Driving                                         | Win, PS4, XBO        | Перегони                                             | [ 103 ]     |
| К В І Т Е Н Ь | 9    | Phoenix Wright: Ace Attorney Trilogy[Б]                   | Win, NS, PS4, XBO    | Пригодницька відеогра, візуальна новела              | [ 104 ]     |
| К В І Т Е Н Ь | 9    | Zanki Zero: Last Beginning[Б]                             | Win, PS4             | Рольова відеогра, dungeon crawler                    | [ 105 ]     |
| К В І Т Е Н Ь | 11   | Earth Defense Force: Iron Rain                            | PS4                  | Бойовик                                              | [ 106 ]     |
| К В І Т Е Н Ь | 11   | Hellblade: Senua's Sacrifice                              | NS                   | Пригодницький бойовик                                | [ 107 ]     |
| К В І Т Е Н Ь | 12   | Nintendo Labo Toy-Con 04: VR Kit[Б]                       | NS                   |                                                      | [ 108 ]     |
| К В І Т Е Н Ь | 13   | Konami Arcade Classics                                    | Win, NS, PS4, XBO    | Платформер, shoot 'em up                             | [ 109 ]     |
| К В І Т Е Н Ь | 16   | Anno 1800                                                 | Win                  | Симулятор містобудування, стратегія в реальному часі | [ 110 ]     |
| К В І Т Е Н Ь | 16   | Final Fantasy X/X-2 HD Remaster                           | NS, XBO              | Рольова відеогра                                     | [ 111 ]     |
| К В І Т Е Н Ь | 16   | My Time at Portia                                         | NS, PS4, XBO         | Пісочниця                                            |             |
| К В І Т Е Н Ь | 16   | World War Z                                               | Win, PS4, XBO        | Survival horror, шутер від третьої особи             | [ 112 ]     |
| К В І Т Е Н Ь | 17   | Trüberbrook                                               | NS, PS4, XBO         | Пригодницька відеогра                                |             |
| К В І Т Е Н Ь | 18   | Cuphead                                                   | NS                   | Платформер                                           | [ 113 ]     |
| К В І Т Е Н Ь | 18   | Katana Zero                                               | Win, NS              | Платформер                                           | [ 114 ]     |
| К В І Т Е Н Ь | 18   | Our World Is Ended.                                       | NS                   | Візуальна новела                                     |             |
| К В І Т Е Н Ь | 23   | Dragon's Dogma: Dark Arisen                               | NS                   | Action RPG, hack and slash                           | [ 115 ]     |
| К В І Т Е Н Ь | 23   | Mortal Kombat 11                                          | Win, NS, PS4, XBO    | Файтинг                                              | [ 116 ]     |
| К В І Т Е Н Ь | 25   | Imperator: Rome                                           | Win                  | Глобальна стратегія                                  | [ 117 ]     |
| К В І Т Е Н Ь | 25   | SteamWorld Quest: Hand of Gilgamech                       | NS                   | Рольова відеогра                                     | [ 118 ]     |
| К В І Т Е Н Ь | 25   | Umihara Kawase Fresh![А]                                  | NS                   | Бойовик                                              | [ 119 ]     |
| К В І Т Е Н Ь | 26   | BoxBoy! + BoxGirl!                                        | NS                   | Puzzle-platform                                      | [ 120 ]     |
| К В І Т Е Н Ь | 26   | Days Gone                                                 | PS4                  | Пригодницький бойовик, survival horror               | [ 121 ]     |
| К В І Т Е Н Ь | 26   | UglyDolls: An Imperfect Adventure                         | Win, NS, PS4, XBO    |                                                      |             |
| К В І Т Е Н Ь | 30   | Final Fantasy XII: The Zodiac Age                         | NS, XBO              | Рольова відеогра                                     | [ 111 ]     |
| К В І Т Е Н Ь | 30   | UBOAT                                                     | Win                  | Симулятор підводного човна                           | [ 122 ]     |
| Т Р А В Е Н Ь | 2    | Close to the Sun                                          | Win                  | Пригодницька відеогра, survival horror               |             |
| Т Р А В Е Н Ь | 7    | Puyo Puyo Champions[Б]                                    | Win, NS, PS4, XBO    | Головоломка                                          | [ 123 ]     |
| Т Р А В Е Н Ь | 7    | Shakedown: Hawaii                                         | Win, NS, PS4, PSVita | Пригодницький бойовик                                | [ 124 ]     |
| Т Р А В Е Н Ь | 9    | For The King                                              | NS                   | Roguelike                                            |             |
| Т Р А В Е Н Ь | 9    | Life Is Strange 2 — Episode 3: Wastelands                 | Win, PS4, XBO        | Графічні пригоди                                     | [ 125 ]     |
| Т Р А В Е Н Ь | 9    | Yakuza Kiwami 2                                           | Win                  | Пригодницький бойовик                                | [ 126 ]     |
| Т Р А В Е Н Ь | 10   | Saints Row: The Third — The Full Package                  | NS                   | Пригодницький бойовик, шутер від третьої особи       | [ 127 ]     |
| Т Р А В Е Н Ь | 14   | A Plague Tale: Innocence                                  | Win, PS4, XBO        | Пригодницький бойовик, головоломка                   | [ 128 ]     |
| Т Р А В Е Н Ь | 14   | Darkwood                                                  | PS4                  | Survival horror, пригодницький бойовик               | [ 129 ]     |
| Т Р А В Е Н Ь | 14   | Rage 2                                                    | Win, PS4, XBO        | Шутер від першої особи                               | [ 130 ]     |
| Т Р А В Е Н Ь | 14   | Redout                                                    | NS                   | Перегони                                             | [ 131 ]     |
| Т Р А В Е Н Ь | 14   | Sniper Elite V2 Remastered                                | Win, NS, PS4, XBO    | Шутер від третьої особи                              | [ 132 ]     |
| Т Р А В Е Н Ь | 14   | World End Syndrome                                        | NS, PS4              | Візуальна новела                                     | [ 133 ]     |
| Т Р А В Е Н Ь | 16   | Bubsy: Paws on Fire!                                      | Win, NS, PS4         | Платформер                                           | [ 134 ]     |
| Т Р А В Е Н Ь | 16   | Castlevania Anniversary Collection                        | Win, NS, PS4, XBO    | Платформер                                           | [ 135 ]     |
| Т Р А В Е Н Ь | 16   | Darkwood                                                  | NS                   | Survival horror, пригодницький бойовик               | [ 129 ]     |
| Т Р А В Е Н Ь | 17   | Darkwood                                                  | XBO                  | Survival horror, пригодницький бойовик               | [ 129 ]     |
| Т Р А В Е Н Ь | 21   | Assassin's Creed III Remastered                           | NS                   | Пригодницький бойовик, стелс                         | [ 136 ]     |
| Т Р А В Е Н Ь | 21   | Atelier Lulua: The Scion of Arland                        | Win, NS, PS4         | Рольова відеогра                                     | [ 137 ]     |
| Т Р А В Е Н Ь | 21   | Dauntless                                                 | Win, PS4, XBO        | Action RPG                                           | [ 138 ]     |
| Т Р А В Е Н Ь | 21   | Observation                                               | Win, PS4             | Пригодницька відеогра, Головоломка                   | [ 139 ]     |
| Т Р А В Е Н Ь | 21   | Resident Evil                                             | NS                   | Survival horror                                      | [ 140 ]     |
| Т Р А В Е Н Ь | 21   | Resident Evil 4                                           | NS                   | Survival horror, шутер від третьої особи             | [ 140 ]     |
| Т Р А В Е Н Ь | 21   | Resident Evil Zero                                        | NS                   | Survival horror                                      | [ 140 ]     |
| Т Р А В Е Н Ь | 21   | Slay the Spire                                            | PS4                  | Roguelike                                            | [ 141 ]     |
| Т Р А В Е Н Ь | 21   | Team Sonic Racing                                         | Win, NS, PS4, XBO    | Картингові перегони                                  | [ 142 ]     |
| Т Р А В Е Н Ь | 22   | Pokémon Rumble Rush                                       | And                  | Бойовик                                              | [ 143 ]     |
| Т Р А В Е Н Ь | 23   | Total War: Three Kingdoms                                 | Win                  | Покрокова стратегія, тактика в реальному часі        | [ 144 ]     |
| Т Р А В Е Н Ь | 27   | Little Friends: Dogs & Cats                               | NS                   | Симуляційна відеогра                                 |             |
| Т Р А В Е Н Ь | 28   | Among the Sleep: Enhanced Edition                         | NS, PS4, XBO         | Survival horror, пригодницький бойовик               | [ 145 ]     |
| Т Р А В Е Н Ь | 28   | Blood & Truth                                             | PS4                  | Шутер від першої особи                               | [ 146 ]     |
| Т Р А В Е Н Ь | 28   | Brothers: A Tale of Two Sons                              | NS                   | Пригодницька відеогра                                | [ 147 ]     |
| Т Р А В Е Н Ь | 28   | The House in Fata Morgana: Dream of the Revenants Edition | PSVita               | Візуальна новела                                     | [ 148 ]     |
| Т Р А В Е Н Ь | 28   | Layers of Fear 2                                          | Win, PS4, XBO        | Пригодницька відеогра, horror                        | [ 149 ]     |
| Т Р А В Е Н Ь | 30   | Outer Wilds                                               | Win, XBO             | Пригодницька відеогра                                | [ 150 ]     |
| Т Р А В Е Н Ь | 31   | Cricket 19                                                | NS, PS4, XBO         | Спортивний симулятор                                 | [ 151 ]     |
| Т Р А В Е Н Ь | 31   | PixARK                                                    | Win, NS, PS4, XBO    | Пісочниця                                            | [ 152 ]     |
| Ч Е Р В Е Н Ь | 4    | Asdivine Dios                                             | Win, XBO             | Рольова відеогра                                     | [ 153 ]     |
| Ч Е Р В Е Н Ь | 4    | Kotodama: The 7 Mysteries of Fujisawa                     | Win, NS, PS4         | Візуальна новела                                     | [ 154 ]     |
| Ч Е Р В Е Н Ь | 4    | The Legend of Heroes: Trails of Cold Steel II[Б]          | PS4                  | Рольова відеогра                                     | [ 155 ]     |
| Ч Е Р В Е Н Ь | 4    | Persona Q2: New Cinema Labyrinth[Б]                       | 3DS                  | Dungeon crawler, рольова відеогра                    | [ 156 ]     |
| Ч Е Р В Е Н Ь | 4    | Timespinner                                               | NS                   | Метроїдванія                                         | [ 157 ]     |
| Ч Е Р В Е Н Ь | 4    | Warhammer: Chaosbane                                      | Win, PS4, XBO        | Рольова відеогра                                     | [ 158 ]     |
| Ч Е Р В Е Н Ь | 6    | Journey                                                   | Win                  | Пригодницька відеогра                                | [ 159 ]     |
| Ч Е Р В Е Н Ь | 6    | MotoGP 19                                                 | Win, PS4, XBO        | Перегони                                             |             |
| Ч Е Р В Е Н Ь | 6    | Slay the Spire                                            | NS                   | Roguelike                                            | [ 160 ]     |
| Ч Е Р В Е Н Ь | 7    | Octopath Traveler                                         | Win                  | Рольова відеогра                                     | [ 161 ]     |
| Ч Е Р В Е Н Ь | 11   | Battle Worlds: Kronos                                     | NS                   | Покрокова стратегія                                  | [ 162 ]     |
| Ч Е Р В Е Н Ь | 11   | Collection of Mana                                        | NS                   | Action RPG                                           | [ 163 ]     |
| Ч Е Р В Е Н Ь | 11   | Contra Anniversary Collection                             | Win, NS, PS4, XBO    | Бойовик, платформер                                  | [ 164 ]     |
| Ч Е Р В Е Н Ь | 11   | The House in Fata Morgana: Dream of the Revenants Edition | PS4                  | Візуальна новела                                     | [ 148 ]     |
| Ч Е Р В Е Н Ь | 12   | Doraemon: Nobita's Story of Seasons[А]                    | NS                   | Симуляційна відеогра                                 | [ 165 ]     |
| Ч Е Р В Е Н Ь | 13   | Cadence of Hyrule                                         | NS                   | Roguelike, музична гра                               | [ 166 ]     |
| Ч Е Р В Е Н Ь | 14   | Blaster Master Zero                                       | Win                  | Бойовик, платформер                                  | [ 167 ]     |
| Ч Е Р В Е Н Ь | 18   | Bloodstained: Ritual of the Night                         | Win, PS4, XBO        | Метроїдванія, пригодницький бойовик                  | [ 168 ]     |
| Ч Е Р В Е Н Ь | 19   | Islanders                                                 | Win                  | Симулятор містобудування                             | [ 169 ]     |
| Ч Е Р В Е Н Ь | 20   | 198X                                                      | Win, PS4             |                                                      | [ 170 ]     |
| Ч Е Р В Е Н Ь | 20   | Harry Potter: Wizards Unite                               | iOS, And             | Пригодницька відеогра                                |             |
| Ч Е Р В Е Н Ь | 20   | My Friend Pedro                                           | Win, NS              | Shoot 'em up                                         | [ 171 ]     |
| Ч Е Р В Е Н Ь | 20   | Super Neptunia RPG[Б]                                     | Win                  | Рольова відеогра                                     | [ 172 ]     |
| Ч Е Р В Е Н Ь | 20   | Yakuza 5[А]                                               | PS4                  | Пригодницький бойовик                                | [ 173 ]     |
| Ч Е Р В Е Н Ь | 20   | Yo-kai Watch 4[А]                                         | NS                   | Рольова відеогра                                     | [ 174 ]     |
| Ч Е Р В Е Н Ь | 21   | Crash Team Racing Nitro-Fueled                            | NS, PS4, XBO         | Картингові перегони                                  | [ 175 ]     |
| Ч Е Р В Е Н Ь | 24   | Heavy Rain                                                | Win                  |                                                      | [ 176 ]     |
| Ч Е Р В Е Н Ь | 25   | Bloodstained: Ritual of the Night                         | NS                   | Метроїдванія, пригодницький бойовик                  | [ 168 ]     |
| Ч Е Р В Е Н Ь | 25   | Devil May Cry                                             | NS                   | Пригодницький бойовик, hack and slash                | [ 177 ]     |
| Ч Е Р В Е Н Ь | 25   | Judgment[Б]                                               | PS4                  | Пригодницький бойовик                                | [ 178 ]     |
| Ч Е Р В Е Н Ь | 25   | Samurai Shodown                                           | PS4, XBO             | Файтинг                                              | [ 179 ]     |
| Ч Е Р В Е Н Ь | 25   | Super Neptunia RPG[Б]                                     | NS, PS4              | Рольова відеогра                                     | [ 172 ]     |
| Ч Е Р В Е Н Ь | 27   | MotoGP 19                                                 | NS                   | Перегони                                             |             |
| Ч Е Р В Е Н Ь | 27   | The Sinking City                                          | Win, PS4, XBO        | Пригодницький бойовик, survival horror               | [ 180 ]     |
| Ч Е Р В Е Н Ь | 28   | F1 2019                                                   | Win, PS4, XBO        | Перегони                                             | [ 181 ]     |
| Ч Е Р В Е Н Ь | 28   | Super Mario Maker 2                                       | NS                   | Платформер                                           | [ 182 ]     |
| Ч Е Р В Е Н Ь | TBA  | Project Lux                                               | PS4                  | Пригодницька відеогра                                | [ 183 ]     |

### Липень— Вересень
| Дата            | Дата | Назва                                                            | Платформа(-и)          | Жанр(-и)                                      | Джерело(-а) |
| --------------- | ---- | ---------------------------------------------------------------- | ---------------------- | --------------------------------------------- | ----------- |
| Л И П Е Н Ь     | 2    | Final Fantasy XIV: Shadowbringers                                | Win, PS4               | MMORPG                                        | [ 184 ]     |
| Л И П Е Н Ь     | 4    | Clannad                                                          | NS                     | Візуальна новела                              | [ 185 ]     |
| Л И П Е Н Ь     | 4    | The Ninja Warriors: Once Again[А]                                | NS, PS4                | Beat 'em up                                   | [ 186 ]     |
| Л И П Е Н Ь     | 4    | Stranger Things 3: The Game                                      | Win, NS, PS4, XBO      | Beat 'em up                                   | [ 187 ]     |
| Л И П Е Н Ь     | 5    | Attack on Titan 2: Final Battle                                  | Win, NS, PS4, XBO      | Бойовик                                       | [ 188 ]     |
| Л И П Е Н Ь     | 5    | Sea of Solitude                                                  | Win, PS4, XBO          | Пригодницька відеогра                         | [ 189 ]     |
| Л И П Е Н Ь     | 10   | Dr. Mario World                                                  | iOS, And               | Головоломка                                   | [ 190 ]     |
| Л И П Е Н Ь     | 12   | Dragon Quest Builders 2[Б]                                       | NS, PS4                | Action RPG, пісочниця                         | [ 191 ]     |
| Л И П Е Н Ь     | 12   | God Eater 3                                                      | NS                     | Action RPG                                    | [ 192 ]     |
| Л И П Е Н Ь     | 19   | Marvel Ultimate Alliance 3: The Black Order                      | NS                     | Action RPG                                    | [ 193 ]     |
| Л И П Е Н Ь     | 22   | Beyond: Two Souls                                                | Win                    |                                               | [ 176 ]     |
| Л И П Е Н Ь     | 26   | Fire Emblem: Three Houses                                        | NS                     | Тактична рольова гра                          | [ 194 ]     |
| Л И П Е Н Ь     | 26   | Kill la Kill: If                                                 | Win, NS, PS4           | Бойовик, файтинг                              | [ 195 ]     |
| Л И П Е Н Ь     | 26   | Wolfenstein: Youngblood                                          | Win, NS, PS4, XBO      | Шутер від першої особи, пригодницький бойовик | [ 196 ]     |
| Л И П Е Н Ь     | TBA  | Oxygen Not Included                                              | Win, Mac, Lin          | Симулятор виживання, симуляційна відеогра     |             |
| С Е Р П Е Н Ь   | 2    | Madden NFL 20                                                    | Win, PS4, XBO          | Спортивний симулятор                          | [ 197 ]     |
| С Е Р П Е Н Ь   | 6    | Age of Wonders: Planetfall                                       | Win                    | Глобальна стратегія, покрокова стратегія      | [ 198 ]     |
| С Е Р П Е Н Ь   | 9    | Ciconia When They Cry                                            | Win                    | Візуальна новела                              | [ 199 ]     |
| С Е Р П Е Н Ь   | 9    | Sword Art Online: Fatal Bullet Complete Edition                  | NS                     | Action RPG                                    | [ 200 ]     |
| С Е Р П Е Н Ь   | 20   | Rad                                                              | Win, NS, PS4, XBO      | Roguelike                                     | [ 201 ]     |
| С Е Р П Е Н Ь   | 20   | Remnant: From the Ashes                                          | Win, PS4, XBO          | Шутер від першої особи, пригодницький бойовик | [ 202 ]     |
| С Е Р П Е Н Ь   | 22   | Life Is Strange 2 — Episode 4                                    | Win, PS4, XBO          | Графічні пригоди                              | [ 125 ]     |
| С Е Р П Е Н Ь   | 22   | Oninaki                                                          | Win, NS, PS4           | Рольова відеогра                              | [ 203 ]     |
| С Е Р П Е Н Ь   | 27   | Ancestors: The Humankind Odyssey                                 | Win                    | Симулятор виживання                           | [ 204 ]     |
| С Е Р П Е Н Ь   | 27   | Control                                                          | Win, PS4, XBO          | Шутер від першої особи, пригодницький бойовик | [ 205 ]     |
| С Е Р П Е Н Ь   | 27   | Crystar[Б]                                                       | Win, PS4               | Action RPG                                    | [ 206 ]     |
| С Е Р П Е Н Ь   | 29   | Azur Lane: Crosswave[А]                                          | PS4                    | Action RPG                                    | [ 207 ]     |
| С Е Р П Е Н Ь   | 30   | Astral Chain                                                     | NS                     | Бойовик                                       | [ 208 ]     |
| С Е Р П Е Н Ь   | 30   | The Dark Pictures: Man of Medan                                  | Win, PS4, XBO          | Пригодницька відеогра, survival horror        | [ 209 ]     |
| С Е Р П Е Н Ь   | TBA  | Tokyo Chronos                                                    | PS4                    | Пригодницька відеогра                         | [ 183 ]     |
| В Е Р Е С Е Н Ь | 3    | Catherine: Full Body                                             | PS4                    | Платформер                                    | [ 210 ]     |
| В Е Р Е С Е Н Ь | 3    | Last Oasis                                                       | Win                    | Симулятор виживання                           | [ 211 ]     |
| В Е Р Е С Е Н Ь | 3    | Phoenix Point                                                    | Win                    | Стратегія, покрокова тактика                  | [ 212 ]     |
| В Е Р Е С Е Н Ь | 3    | Spyro Reignited Trilogy                                          | Win, NS                | Платформер                                    |             |
| В Е Р Е С Е Н Ь | 6    | Monster Hunter World: Iceborne                                   | PS4, XBO               | Пригодницький бойовик                         | [ 213 ]     |
| В Е Р Е С Е Н Ь | 10   | eFootball Pro Evolution Soccer 2020                              | Win, PS4, XBO          | Спортивний симулятор                          | [ 214 ]     |
| В Е Р Е С Е Н Ь | 10   | Gears 5                                                          | Win, XBO               | Шутер від першої особи                        | [ 215 ]     |
| В Е Р Е С Е Н Ь | 13   | Borderlands 3                                                    | Win, PS4, XBO          | Шутер від першої особи                        | [ 216 ]     |
| В Е Р Е С Е Н Ь | 13   | Daemon X Machina                                                 | NS                     | Бойовик, шутер від першої особи               | [ 217 ]     |
| В Е Р Е С Е Н Ь | 13   | Grid                                                             | Win, PS4, XBO          | Перегони                                      | [ 218 ]     |
| В Е Р Е С Е Н Ь | 17   | AI: The Somnium Files                                            | Win, NS, PS4           | Пригодницька відеогра                         | [ 219 ]     |
| В Е Р Е С Е Н Ь | 20   | The Legend of Zelda: Link's Awakening                            | NS                     | Пригодницький бойовик                         | [ 220 ]     |
| В Е Р Е С Е Н Ь | 20   | Ni no Kuni: Wrath of the White Witch                             | NS                     | Рольова відеогра                              | [ 221 ]     |
| В Е Р Е С Е Н Ь | 20   | Ni no Kuni: Wrath of the White Witch Remastered                  | Win, PS4               | Рольова відеогра                              | [ 221 ]     |
| В Е Р Е С Е Н Ь | 24   | Baldur's Gate: Enhanced Edition                                  | NS, PS4, XBO           | Рольова відеогра                              | [ 222 ]     |
| В Е Р Е С Е Н Ь | 24   | Baldur's Gate: Siege of Dragonspear                              | NS, PS4, XBO           | Рольова відеогра                              | [ 222 ]     |
| В Е Р Е С Е Н Ь | 24   | Baldur's Gate II: Enhanced Edition                               | NS, PS4, XBO           | Рольова відеогра                              | [ 222 ]     |
| В Е Р Е С Е Н Ь | 24   | Contra: Rogue Corps                                              | Win, NS, PS4, XBO      |                                               | [ 223 ]     |
| В Е Р Е С Е Н Ь | 24   | Icewind Dale: Enhanced Edition                                   | NS, PS4, XBO           | Рольова відеогра                              | [ 222 ]     |
| В Е Р Е С Е Н Ь | 24   | The Legend of Heroes: Trails of Cold Steel III[Б]                | PS4                    | Рольова відеогра                              | [ 224 ]     |
| В Е Р Е С Е Н Ь | 24   | Planescape: Torment: Enhanced Edition                            | NS, PS4, XBO           | Рольова відеогра                              | [ 222 ]     |
| В Е Р Е С Е Н Ь | 24   | The Surge 2                                                      | Win, PS4, XBO          | Action RPG                                    | [ 225 ]     |
| В Е Р Е С Е Н Ь | 26   | Gunvolt Chronicles: Luminous Avenger iX                          | Win, NS, PS4           | Бойовик, платформер                           | [ 226 ]     |
| В Е Р Е С Е Н Ь | 26   | Ys IX: Monstrum Nox[А]                                           | PS4                    | Рольова відеогра                              | [ 227 ]     |
| В Е Р Е С Е Н Ь | 27   | Code Vein                                                        | Win, PS4, XBO          | Action RPG                                    | [ 228 ]     |
| В Е Р Е С Е Н Ь | 27   | Dragon Quest XI S: Echoes of an Elusive Age — Definitive Edition | NS                     | Рольова відеогра                              | [ 229 ]     |
| В Е Р Е С Е Н Ь | 27   | FIFA 20                                                          | Win, NS, PS4, XBO      | Спортивний симулятор                          | [ 230 ]     |
| В Е Р Е С Е Н Ь | 27   | Memorrha                                                         | Win, Mac, NS, PS4, XBO | Пригодницька відеогра                         | [ 231 ]     |

### Жовтень— Грудень
| Дата            | Дата | Назва                                                       | Платформа(-и)     | Жанр(-и)                                | Джерело(-а) |
| --------------- | ---- | ----------------------------------------------------------- | ----------------- | --------------------------------------- | ----------- |
| Ж О В Т Е Н Ь   | 1    | YU-NO: A Girl Who Chants Love at the Bound of this World[Б] | Win, NS, PS4      | Пригодницька відеогра, візуальна новела | [ 232 ]     |
| Ж О В Т Е Н Ь   | 4    | Tom Clancy's Ghost Recon Breakpoint                         | Win, PS4, XBO     | Тактичний шутер                         | [ 233 ]     |
| Ж О В Т Е Н Ь   | 8    | The Alliance Alive HD Remastered                            | NS, PS4           | Рольова відеогра                        | [ 234 ]     |
| Ж О В Т Е Н Ь   | 25   | Call of Duty: Modern Warfare                                | Win, PS4, XBO     | Шутер від першої особи                  | [ 235 ]     |
| Ж О В Т Е Н Ь   | 25   | MediEvil                                                    | PS4               | Пригодницький бойовик, hack and slash   | [ 236 ]     |
| Ж О В Т Е Н Ь   | 25   | The Outer Worlds                                            | Win, PS4, XBO     | Рольова відеогра                        | [ 237 ]     |
| Л И С Т О П А Д | 5    | Planet Zoo                                                  | Win               | Симулятор менеджменту та будування      | [ 238 ]     |
| Л И С Т О П А Д | 8    | Death Stranding                                             | PS4               | Бойовик                                 | [ 239 ]     |
| Л И С Т О П А Д | 13   | XIII                                                        | Win, NS, PS4, XBO | Шутер від першої особи                  | [ 240 ]     |
| Л И С Т О П А Д | 15   | Pokémon Sword and Shield                                    | NS                | Рольова відеогра                        | [ 241 ]     |
| Л И С Т О П А Д | 15   | Star Wars Jedi: Fallen Order                                | Win, PS4, XBO     | Пригодницький бойовик                   | [ 242 ]     |
| Л И С Т О П А Д | 19   | Shenmue III                                                 | Win, PS4          | Пригодницький бойовик                   | [ 243 ]     |
| Л И С Т О П А Д | 22   | Doom Eternal                                                | Win, NS, PS4, XBO | Шутер від першої особи                  | [ 244 ]     |
| Г Р У Д Е Н Ь   | 3    | Life Is Strange 2 — Episode 5                               | Win, PS4, XBO     | Графічні пригоди                        | [ 125 ]     |
| Г Р У Д Е Н Ь   | 3    | Neverwinter Nights: Enhanced Edition                        | NS, PS4, XBO      | Рольова відеогра                        | [ 222 ]     |
| Г Р У Д Е Н Ь   | TBA  | Ancestors: The Humankind Odyssey                            | PS4, XBO          | Симулятор виживання                     | [ 204 ]     |

## Зауваження
- А Випуск відеогри лише на території Японії
- Б Випуск в інших частинах світу, після того як відеогра вже була випущена виключно для певного регіону